# Cathy Brown (boxe anglaise)
Pour les articles homonymes, voir Cathy Brown et Brown.
Cathy Brown est une ancienne boxeuse professionnelle et consultante sportive britannique, née le 28 juillet 1970. Elle a été numéro 3 mondiale dans la catégorie poids mouches.

## Carrière
Sa carrière de boxeuse est principalement marquée par un titre de championne d'Angleterre des poids coqs remporté en 2006 aux dépens de Juliette Winter.

## Référence
1. ↑  (en) Juliette Winter vs. Cathy Brown (2nd meeting)